# Островце (Свентокшиське воєводство)
Островце (пол. Ostrowce) — село в Польщі, у гміні Новий Корчин Буського повіту Свентокшиського воєводства.
Населення — 169 осіб (2011).
У 1975-1998 роках село належало до Келецького воєводства.

## Демографія
Демографічна структура на день 31 березня 2011 року:
|          | Загалом | Допрацездатний вік | Працездатний вік | Постпрацездатний вік |
| -------- | ------- | ------------------ | ---------------- | -------------------- |
| Чоловіки | 85      | 16                 | 57               | 12                   |
| Жінки    | 84      | 19                 | 44               | 21                   |
| Разом    | 169     | 35                 | 101              | 33                   |